# 貴井美咲
貴井 美咲（たかい みさき、1993年〈平成5年〉3月6日 - ）は、日本の女優、タレント。旧芸名は桃瀬 美咲（ももせ みさき）。
岡山県美咲町出身。2018年5月末までホリプロに所属していた。

## 経歴
芸能界入りする前、在学校のポスターやパンフレットの表紙のモデルに選ばれた経験がある。
2008年10月、第33回ホリプロタレントスカウトキャラバンで3万6,312人の中から審査員特別賞を受賞し、芸能界入りする。
2009年1月、秋元康×フジテレビプロデュース「アイドル選手権Push★1」で初代グランプリを受賞。
2010年7月、『満福少女ドラゴネット』の司城琉菜 / ドラゴショコラ役でドラマ初主演。
2012年以降は、漫画やゲーム・アニメを原作とするいわゆる『2.5次元作品』の出演が増え、ヒロインを多く演じていることから『2.5次元のプリンセス』と呼ばれる。
2018年からすべてのSNSの更新が止まっていたが、2023年にTwitter、公式ブログにて「貴井美咲」（たかいみさき）への改名と活動再開を報告した。

## 人物
- 美咲は本名であり、「ピンクダイヤモンドという花のように可愛らしく美しく咲き誇ってほしい」とのこと[11]。
- 桃瀬は芸名であり、岡山県にちなんで桃太郎の“桃”と瀬戸内海の“瀬”から命名[12]。
- 愛称はピーチ姫を略して「姫」、「美咲ちゃん」、「もーたん」[13]。
- 特別賞を受賞した2008年10月26日を、「桃瀬美咲の誕生日」としている[14]。
- TSCを受けたきっかけは憧れの人に会いたくて。誰かは公言していないが共演が叶えば引退してもいいと発言[15]。
- 特技の極真空手を活かし、板を拳や蹴りで割る“板割り”や、男性出演者のお尻を蹴る“ミサキック”をパフォーマンスとして披露[16]。
- 好きな食べ物は、お肉、フルーツタルト、桃。嫌いな食べ物はない[17]。
- ビールと赤ワインが好きで、お酒に強い[18]。ただ気心知れた人としか飲まないので基本外では飲まない[19]。
- 裸眼視力は0.03で普段はコンタクトレンズ、自宅ではメガネ着用。まつ毛が長いためメガネをかけるとレンズに当たって困るとのこと[20]。

### 性格
- 仕事現場では「寡黙でしっかり者」と称されており、自身も"普段から一人が好きで、自ら周りに溶け込んでいくタイプではない"と話している[21]。
- 軽い潔癖症で、口元から外したマスクは再度つけることはせず、常に新しいマスクを何枚か所持している[22]。
- 甘えん坊でいたずら好きな性格で、家族や仲のいい人におんぶをおねだりする[23]。親しい人物からは「性格も振舞いも猫みたい」だと言われる[24]。
- 男性の好みは、お兄ちゃんみたいな人、色気のある人。自然に名前に“ちゃん”をつけて呼んでくれる人。沈黙が心地良い人[25]。

### 趣味・特技
- 特技 アクション、極真空手、バトントワリング[1]。
- 趣味 ドライブ[1]、ダーツ、ビリヤード[26]、料理[27]。

### エピソード
- 同事務所所属の宮本和知から「特技にしなよ」と言われるほど魚を骨の原型を残したまま綺麗に身をほぐして食べることができる[28]。
- プリザーブドフラワーが好き。自身でもよく生花を買い、常に部屋に置いて癒されている[29]。
- 公式ブログは、毎週土曜日が更新日[30]。
- ポケモンスマッシュ!でバンド「MTM with バトルウーマンM」結成。2011年8月にアメリカのサンディエゴでのポケモンWCSで約2000人の前でライブを行い世界進出[31]。
- 雑誌『海マガ』の表紙・グラビアの撮影者は有名写真家の篠山紀信[32]。
- 2013年8月に公開された『劇場版 獣電戦隊キョウリュウジャー ガブリンチョ・オブ・ミュージック』では、ナパーム、ワイヤー、アクション、すべて吹き替えなしで本人実演[33]。

## 出演

### テレビ

#### レギュラー番組
- サプライズ（2009年4月7日 - 9月29日、日本テレビ系） - 「がんばれ!ブカツの天使」に毎週火曜レギュラー出演[1]
- 崖っぷち〜アラビアンサイトFEVER〜（2009年10月6日 - 2010年3月23日、TBS系）アシスタントMC[34]
- 志村軒（2010年4月14日 - 2012年3月28日、フジテレビ系）[35]
- ポケモンスマッシュ!（2010年10月3日 - 2013年9月29日、テレビ東京系）- ミサキ隊員としてレギュラー出演[1]
- 竹山、芸人やめるってよ〜ザキヤマ＆河本のイジリクルート〜（2014年9月23日 - 2015年2月10日、フジテレビONE）レギュラー
- テレビスポーツ教室（2015年4月12日 - 、NHK Eテレ）準レギュラー
- 王様のデザート（2017年4月22日 - 、TBS）レギュラー[36]

#### そのほかの番組
- 今夜、蘇る 最強女優伝説 〜第33回ホリプロタレントスカウトキャラバン〜（2008年12月13日、テレビ朝日系）
- アイドル選手権『Push★1』（2009年2月15日、BSフジ）
- 志村けんのだいじょうぶだぁ（2010年9月7日・2011年2月8日・9月6日、フジテレビ系）- 肥後美咲としてレギュラー出演
- 女神降臨（#23 2011年8月7日・#50 2012年8月17日、MONDO TV）[37]
- 爆走 グアム島の決戦!（2011年11月6日、テレビ東京系）
- ヒットの秘密 （2012年4月15日、テレビ東京系）
- 第35回24時間テレビ 「愛は地球を救う」（2012年8月25日 - 8月26日、日本テレビ系）
- 開運!マジックツアー（2012年10月28日、テレビ東京系）
- めちゃ×2イケてるッ! 厄よけに開運に初笑いなんて日だスペシャル 「中居&ナイナイ日本一周ガリタ食堂の旅」（2013年1月5日、フジテレビ系）
- 釣り百景（2013年12月19日、BS-TBS）

### テレビドラマ
- あり得ない! 「ご飯が食べたい」（2010年、MBS） - ヒロイン・遠山麻衣 役
- 古代少女隊ドグーンV（2010年、MBS） - 主演・ドジちゃん 役[38]
- 満福少女ドラゴネット（2010年、テレビ神奈川） - 主演・司城琉菜 / ドラゴショコラ 役[7]
- おひさま 第7話（2011年、NHK）
- 高校講座家庭総合（2011年、NHK教育） - 星野みどり 役
- 志村けんのバカ殿様 （2012年 - 2014年・2016年、フジテレビ系） - 腰元 役 町娘 役
- 痛快TV スカッとジャパン （フジテレビ系）
  - 「黒い生徒会選挙」（2015年） - 遠藤有紀 役
  - 2時間SP 「「俺をほめろ！」課長」（2015年） - 本宮沙耶 役
  - 2時間SP 「ヒーローはそばにいる」（2015年） - 岩瀬由美 役
  - 2時間SP 「イケメン神対応」（2016年） - 山本知子 役
- Eテレ・ジャッジ 温水洋一の世界ことわざ劇場（2015年、NHK Eテレ） - ユキエ 役
- 三匹のおっさん2〜正義の味方、ふたたび!!〜 第4話（2015年、テレビ東京） - 信元真奈美 役
- 月曜ゴールデン 伝説の監察医 オニグマの事件簿2（2015年、TBS系） - 菅田樹里 役
- 牙狼-GARO- -魔戒烈伝- 第6話 「根無草」 （2016年、テレビ東京系） - エリカ 役
- 絶狼<ZERO> -DRAGON BLOOD-　第8話「写真」（2017年、テレビ東京系） - ホラー役 ライラ 役
- Get Ready(2017年4月1日-不定期) 美咲役
- おんな城主 直虎（2017年、NHK総合） - あかね 役

### 映画
- ガチンコ 喧嘩上等（2010年） - ヒロイン・木下あずさ 役
- ゴスロリ処刑人（2010年）- レディ・エル 役
- パレード（2010年）
- いま、殺りにゆきます 「おまけ」（2012年） - 主演・織恵 役
- 携帯彼氏+（2012年） - 遠藤佳織 役
- 劇場版 はらぺこヤマガミくん（2012年） - ドレイちゃん3号 役[39]
- 劇場版 獣電戦隊キョウリュウジャー ガブリンチョ・オブ・ミュージック（2013年） - レムネア 役
- 赤×ピンク（2014年） - モモミー 役
- アルプス女学園（2014年） - 高橋錦 役
- セブンデイズリポート（2014年） - 工藤香織 役
- トリハダ-劇場版2-（2014年） - 間宮茜 役
- 放送デキナイ禁断霊映像 劇場版 「呪殺兵器 発動編」（2014年）
- ほんとうにあった怖い話 「第一話 呪いの作法」（2014年） - ひとみ 役
- 地下の中心で愛を叫ぶ！（2015年） - ヒロイン・水島紗智 役
- でーれーガールズ（2015年） - 篠山みずの 役[40]
- Once Again（2015年） - ヒロイン・桃瀬美咲 役[41]
- 桃とキジ（2017年）- 町田さくら 役[42]

### オリジナルビデオ
- 宇宙刑事 NEXT GENERATIONシリーズ - シシー 役
  - 宇宙刑事シャリバン NEXT GENERATION（2014年）
  - 宇宙刑事シャイダー NEXT GENERATION（2014年）
- ガールズ・イン・トラブル スペース・スクワッド エピソードゼロ（2017年） - シシー 役

### 舞台
- 池田屋・裏2012（2012年3月23日 - 27日、銀河劇場） - つくし 役[43]
- LIVE ACT『BLAZBLUE』〜CONTINUUM SHIFT〜（2014年3月6日 - 9日、銀河劇場） - ヒロイン・ノエル=ヴァーミリオン / ミュー 役[44]
- TAIYO MAGIC FILM第8回公演 ゆらり2015（2015年6月12日 - 21日、中目黒キンケロ・シアター） - 主演・高崎凛香 役[45]
- 結婚の偏差値III 純愛（2015年9月9日 - 13日、CBGKシブゲキ!!） - 主演・もも 役[46]
- 攻殻機動隊ARISE：GHOST is ALIVE（2015年11月5日 - 15日、東京芸術劇場プレイハウス） - ツダ・エマ 役[47]
- えのもとぐりむ作品集 第4部 クジラの歌（2015年11月24日 - 29日、Geki地下Liberty） - 真心 役[48]
- PREMIUM 3D STAGE 残響のテロル（2016年3月2日 - 6日、Zeppブルーシアター六本木）- 三島リサ 役[49]
- ライブ・ファンタジーFAIRY TAIL（2016年4月30日 - 5月9日、サンシャイン劇場） - ウェンディ・マーベル / アリエス 役[8]
- 舞台『プリンス・オブ・ストライド THE LIVE STAGE』シリーズ - 主人公・桜井奈々 役[50]
  - エピソード1（2016年12月9日 - 12月14日、シアター1010 / 2016年12月23日 - 12月25日、森ノ宮ピロティホール）
  - エピソード2（2017年4月22日 - 4月30日、シアター1010 / 2017年5月5日 - 5月7日、森ノ宮ピロティホール）
  - エピソード3（2017年6月17日 - 6月25日、シアター1010 / 2017年6月30 - 7月2日、森ノ宮ピロティホール）
  - エピソード4（2017年8月14日 - 8月20日、シアター1010 / 2017年8月25日 - 8月27日、豊中市立文化芸術センター）

### ラジオ
- DJ Tomoaki's Radio Show!（下北FM） - MCアシスタント
- 超！A&G 「第36回ホリプロタレントスカウトキャラバングランプリへの道」（2011年6月17日、文化放送）
- 〜IDOL SHOWCASE〜 i-BAN!!（2012年3月18日、FM NACK5）

### インターネットテレビ
- ソーシャルトーク・ラウンジ エンダン （2011年10月5日、10月8日、mmbi NOTTV、幕張メッセ）
- もも☆キリ学園 大放送! （2012年4月4日 - 2012年6月28日、あっ!とおどろく放送局／2012年7月4日 - 12月20日、@TV） - メインMC
- アメスタプレミアム放送 桃瀬美咲（2012年10月18日、アメーバスタジオ）

### CM・イメージキャラクター
- ナイキジャパン 「nike Rookie」広告モデル（2009年11月 - ）[51]
- WOWFES2010 Twitter大使（2010年10月）[52]
- トヨタ「VITZ」CM連動型キャンペーン（2011年2月）[53]
- おかやま観光特使（2011年3月7日 - ）[54]
- デニーズ＆ポケモン コラボレーション番組内CM（2011年7月17日）
- セブンイレブン nanaco×Express イメージキャラクター（2012年12月 - ）[55]
- サッカーJ2・ファジアーノ岡山特命PR部女子マネージャー（2013年3月27日 - ）[56]
- セブンイレブン nanacoカード テレビCM （2012年8月 - ）
- パチンコメーカーSANYO「海物語IN沖縄3」イメージガール「ミスウリンちゃん」（2013年8月 - ） - パチンコ機種、テレビCM、店頭ポスター[57]
- グリコ「パピコ ホワイトサワー」webイメージキャラクター（2014年1月23日 - ）
- 岡山トヨペット CM 「ファジアーノ岡山応援篇」（2014年3月2日 - ）
- ロート製薬「デ・オウ」web広告（2014年6月10日 - ）
- 心身ともに健康で美しい納豆好きの著名人に送られる称号 「2014年度 納豆クイーン」（2014年7月3日）[4]
- 一日警察署長
  - 目黒警察署（2014年10月）[58]
  - 岡山中央警察署（2015年1月）[59]
- おかやま晴れの国大使（2014年12月18日 - ）
- JR西日本 岡山県PRナビゲーター 認定委員（2015年3月19日 - ）[60]
- おもちゃ王国PRキャラクター「おねえさん代表」（2015年3月30日 - ）[61]
- 楽天カード イメージキャラクター「ポイント戦隊楽天カードマンズ 楽天カードマンOL」 TVCM・WEBムービー・トレインチャンネル（2015年5月28日 - ）[62]

### ゲーム
- WCCF13－14（セガ・インタラクティブ、2014年稼働） - 秘書 役[63]

### イベント
- 中華街パレード（2010年6月5日、横浜中華街） - 満福少女ドラゴネット番組宣伝
- WOWFES2010  Twitter大使（2010年10月23日-10月24日、東京ミッドタウン）
- 37th ホリプロタレントスカウトキャラバン2012 PRトークショー （2012年4月30日、アクアシティお台場）
- 第35回 24時間テレビ 「愛は地球を救う」（2012年8月25日 - 8月26日、横浜日産グローバルギャラリー）
- 第3回 東京ランウェイ 2013 S/S （2013年3月20日、国立代々木競技場 第一体育館）[64]
- 岡山カルチャーゾーンPRイベント（2014年4月26日、夢二郷土美術館〜岡山カルチャーゾーン）
- 竹久夢二生誕130年 着物ショー「日本の美を愛でる」（2014年12月5日、イオンモール岡山 おかやま未来ホール） - ゲストモデル

### その他
- 桃瀬美咲の「ももいろボイス!」―オフィシャル有料ボイス配信―（2011年7月15日 - ）
- アクションショートムービー「ピンクスパイダー」（2013年1月18日、YouTube） - MOMO 役

## 作品

### 映像作品
| 発売日         | タイトル              | 販売元           | 規格品番 | 最高位 |
| DVD            | DVD                   | DVD              | DVD      | DVD    |
| -------------- | --------------------- | ---------------- | -------- | ------ |
| 2009年8月19日  | もも100パーセント未満 | ポニーキャニオン |          |        |
| 2010年10月20日 | 桃色の恋              | ワニブックス     |          |        |
| 2012年10月26日 | 桃色の片思い          | 竹書房           |          |        |
| 2013年10月24日 | 桃物語                | ギルド           |          |        |
| 2014年10月25日 | PEACH ON THE BEACH    | Air control      |          |        |

## 書籍

### 写真集
- ももCAN （2009年7月30日、東京ニュース通信社）
- ももみち （2010年7月25日、ワニブックス）

### 雑誌
- ヤングジャンプ 表紙（集英社）
- ヤングアニマル 表紙（白水社）
- Koh→Boh 表紙（海王社)
- Goo Bike 表紙（プロトコーポレーション）
- ヤングガンガン 表紙（スクウェア・エニックス）
- ドカント 表紙（有限会社デジスタイル）
- 週刊ヤングマガジン 表紙（講談社）
- 週刊大衆 表紙（双葉社）
- 海マガ 表紙（triple a出版）
- サッカーゲームキング 表紙（朝日新聞出版）